# Sony Xperia Z4 Tablet
il Sony Xperia Z4 Tablet è un tablet Android touch screen costruito e progettato da Sony Mobile annunciato il 2 marzo 2015.  A differenza del suo predecessore, l'Xperia Z4 tablet dispone di un display da 10.1 pollici con risoluzione 2560 x 1600 ed una resistenza ad acqua e polvere con grado di protezione IP65 e IP68.
Il tablet è più leggero e più sottile rispetto al suo predecessore, ha un peso di 389 g per il modello WiFi e 393 g per il modello LTE ed è spesso 6.1 mm.
Lo Z4 Tablet dispone di un processore Snapdragon 810 e di uno schermo con risoluzione WQXGA. È stato presentato nella conferenza stampa tenuta da Sony a fianco del Sony Xperia M4 Aqua durante il Mobile World Congress del 2015 a Barcellona, in Spagna, il 2 marzo.
L'Xperia Z4 Tablet è il successore dell'Xperia Tablet Z2 con un processore a 64 bit più veloce, una migliore fotocamera frontale e un display a risoluzione più elevata per colori più brillanti.

## Specifiche

### Hardware
Il display capacitivo IPS LCD misura 10.1 pollici con una risoluzione WQXGA di 2560 x 1600 pixel ed una densità di 299 dpi. Sony afferma che il display del tablet è il più luminoso del mondo confrontato ad altri tablet importanti. Il tablet dispone di una fotocamera posteriore da 8.1 megapixel in grado di registrare video ad una risoluzione di 1920 x 1080 pixel sensore Exmor R e zoom digitale 16x. Ha anche una fotocamera frontale grandangolare di 5,1 megapixel in grado di effettuare video chat a 1080p. Il tablet pesa 3890 g e misura1670 mm x 2540 mm x 6.10 mm, il che lo rende 50 g più leggero e 0,30 millimetri più sottile rispetto al Tablet Z2.
Al suo interno, è dotato di un processore Qualcomm Snapdragon 810 64-bit Octa Core da 2.0 GHz, una GPU Adreno 430, una batteria da 6000 mAh, 3 GB di RAM, 32 GB di memoria interna espandibile tramite microSD, microSDHC e microSDXC fino a 128 GB. Come connettività, il tablet è NFC-enabled, ha il Bluetooth 4.1, è certificato DLNA, ha il supporto MHL 3.0, la radio FM e supporta l'LTE.
La fotocamera posteriore del tablet è da 8.1 megapixel con il sensore Exmor RS in grado di registrare video full HD while mentre la fotocamera anteriore da 5.1 megapixel è in grado di registrare video a 1080p. L'Xperia Tablet Z4 è NFC-(Near Field Communication) enabled e può essere utilizzato con gli accessori NFC-enabled come altoparlanti o per transazioni finanziarie di basso valore. Ha anche un grado di protezione IP65/68 consentendo resistenza alla polvere e funzionamento in acqua dolce fino a 1,5 m per 30 minuti.

### Software
Nell'Xperia Z4 Tablet è preinstallato Android 5.0.2 Lolipop con interfaccia e software personalizzati da Sony, ed applicazioni come Sony (Walkman, Album e Videos). Come la maggior parte dei dispositivi Android, nel tablet viene precaricata la suite delle Google Apps. Il tablet include inoltre il PlayStation 4 Remote Play dove l'utente può trasmettere i loro giochi PlayStation 4 al dispositivo.

## Varianti
Il dispositivo viene venduto nelle varianti Wi-Fi e 4G LTE, anche se alcune versioni del tablet potrebbe non essere disponibili in alcuni paesi. (In alcuni paesi non è disponibile la versione LTE, mentre in altri, come la Malesia, non è disponibile il modello Wi-Fi.) È disponibile nei colori nero e bianco.